# 903
Năm 903 là một năm trong lịch Julius.